# 孟貽矩
孟貽矩，五代十国時代人物，后唐官员，后蜀高祖孟知祥的第三子，后主孟昶的哥哥。
孟貽矩在传世文献里没有记载，在其嫡母福庆长公主的墓志铭里，提到了他的名字，里面说福庆长公主有两个儿子孟贻范、孟贻邕，在福庆长公主去世的长兴三年（932年），都已经去世。而当时在世的孟知祥儿子三人：孟貽矩、孟贻邺、孟仁赞（孟昶），根据孟仁赞并非福庆长公主所生的史实，说明孟貽矩也是庶出。孟貽矩在此时担任后唐的摄彭州（今四川省彭州市）刺史、银青光禄大夫、檢校尚书左仆射、兼御史大夫、上柱国。孟貽矩没有像他几个弟弟孟贻邺、孟仁毅、孟仁贄、孟仁裕、孟仁操一样封王。可能在后蜀建立之前已经去世。